# ナイラナ (護衛空母)
|            | |
| 艦歴       | |
| 発注       | ジョン・ブラウン社 |
| 起工       | 1941年11月7日 |
| 進水       | 1943年5月20日 |
| 就役       | 1943年12月12日 |
| 退役       | 1946年 |
| その後     | 1946年オランダ海軍に転籍                                                                                              |
| 除籍       | 1971年スクラップとして廃棄                                                                                            |
| 性能諸元   | |
| 排水量     | 基準：13,455 トン 満載 17,000 トン                                                                                    |
| 全長       | 524 ft (160 m) |
| 全幅       | 68 ft (21 m) |
| 吃水       | 25 ft (7.6 m) |
| 飛行甲板長 | 153.3 m×20.1 m |
| 機関       | ドックスフォード式5気筒ディーゼル機関2基2軸推進                                                                       |
| 最大出力   | 10,700 bhp |
| 最大速力   | 16 ノット (30 km/h)                                                                                                   |
| 乗員       | 728 名 |
| 兵装       | Marks XVI 10.2cm(45口径)連装高角砲1基2門 Mark VIII 4cm(39口径)4連装機関砲4基16門 エリコン 20mm(70口径)連装機銃8基16門 |
| 航空兵装   | 15～20 機、昇降機1基                                                                                                  |

ナイラナ (HMS Nairana, D05) は、イギリス海軍の護衛空母。ナイラナ級航空母艦の1番艦。後にオランダ海軍に転籍し、カレル・ドールマン (HNLMS Karel Doorman, QH1) となった。

## 艦歴
ナイラナは1941年11月7日にクライドバンクのジョン・ブラウン・アンド・カンパニーで起工する。当初は商船として建造されたが、海軍に取得後改装され護衛空母として完成、1943年12月12日に就役した。
就役後の訓練を終えると1944年1月29日にクライドを出航、大西洋および北極海において船団護衛、対潜哨戒任務に従事した。
ナイラナは第二次世界大戦を生き残り、1946年にオランダ海軍に貸与、カレル・ドールマンと改名される。1948年にヴェネラブル (HMS Venerable, R63) がオランダ海軍に売却されカレル・ドールマンの艦名を引き継ぐ。
ナイラナはイギリス海軍に返却され、ポート・ライン社に売却、船名をポート・ヴィクター (Port Victor) と変えて運行された。その後1971年にファスレーンでスクラップとして廃棄された。

## 参考図書
- 「世界の艦船増刊第71集　イギリス航空母艦史」(海人社)